# Bethlehemkirche (Dresden)

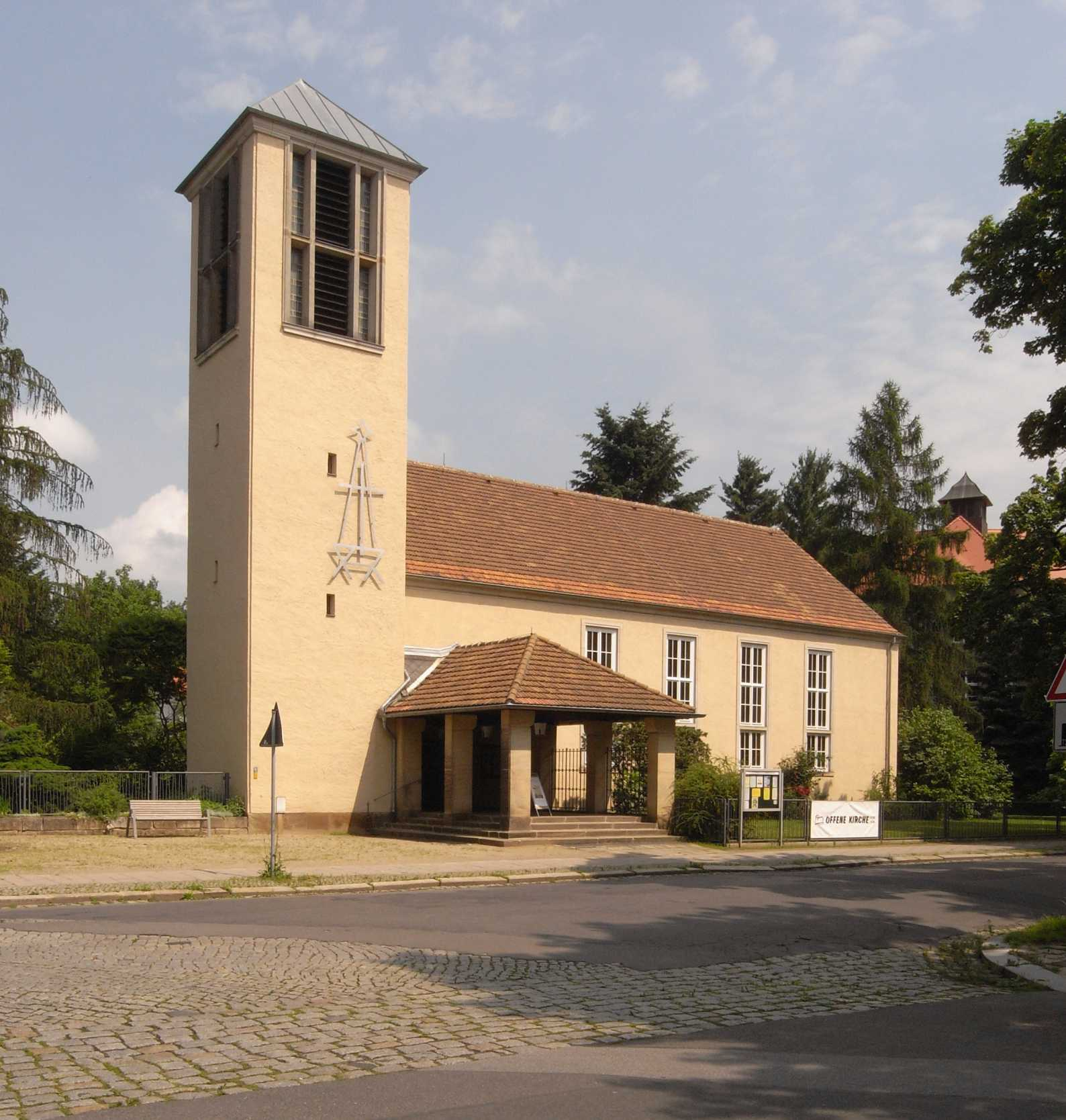
Bethlehemkirche in Tolkewitz

Die Bethlehemkirche im Dresdner Stadtteil Tolkewitz ist ein denkmalgeschütztes Gebäude und eines der drei Gotteshäuser der Kirchgemeinde Dresden-Blasewitz der Evangelisch-Lutherischen Landeskirche Sachsens.

## Beschreibung

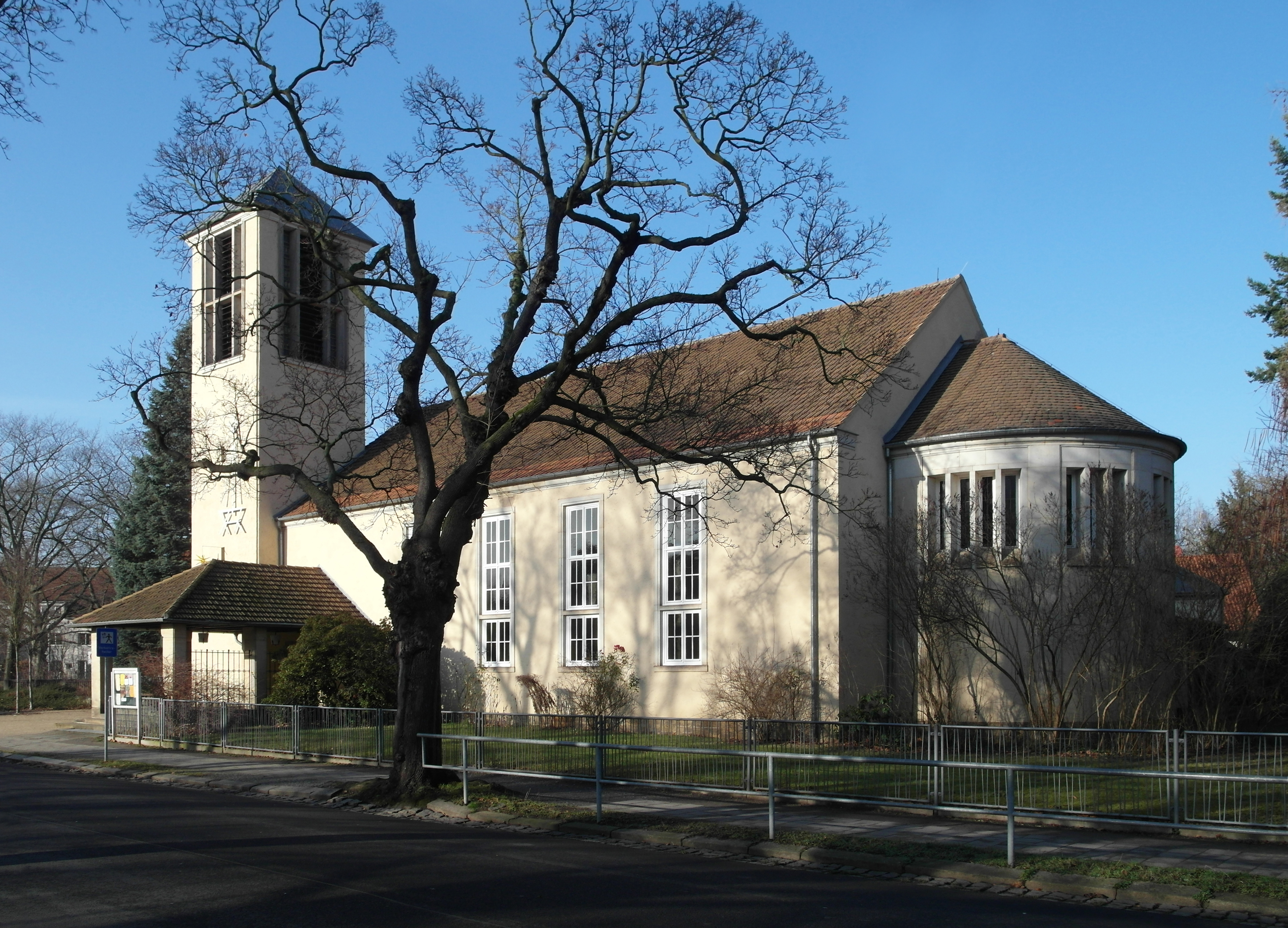
Bethlehemkirche Dresden-Tolkewitz

Die an der Marienberger Straße 65 gelegene sachlich gestaltete Saalkirche, mit seitlichem Turm im Stil der Heimatschutzarchitektur, wurde 1950/51 nach einem Wettbewerb von Wolfgang Rauda und Fritz Steudtner erbaut. Dem Kirchenschiff mit halbrunder Apsis ist seitlich ein Eingangsvorbau auf gedrungenen Pfeilern vorgelagert. Diesen Bereich, einen verkürzten Arkadengang andeutend, errichtete man aus Elbsandstein des Typs Posta.